# Rowena King
Rowena Josephine King (* 6. Dezember 1970 in London, England) ist eine britische Schauspielerin.

## Leben und Karriere
Rowena King wurde als Tochter einer liberianischstämmigen Mutter in London geboren. Sie besuchte die Mountview Theatre School London, die sie 1990 abschloss, und anschließend die London Drama School. Danach trat sie der Royal Shakespeare Company bei und arbeitete unter anderem am Theater mit den Regisseuren Danny Boyle, Roger Michell und Nicholas Hytner zusammen.
1991 gab sie im Film London schafft alle ihr Schauspieldebüt vor der Kamera. Nach einigen Fernsehauftritten wurde sie 1993 im australischen Filmdrama Sargasso Sea – Im Meer der Leidenschaft als Amelie in einer Nebenrolle besetzt. 1996 war sie in einer kleinen Rolle in der vierstündigen Inszenierungen von William Shakespeares Hamlet von Regisseur Kenneth Branagh zu sehen. 1999 war sie als Laura Kennett in der Miniserie Wonderful You zu sehen. Von 1998 bis 2000 spielte sie als Lavinia Timoto einer der Hauptrollen der australischen Serie Tales of the South Seas. Im Jahr 2000 verkörperte sie die Figur Pamela im Thriller Lebenszeichen – Proof of Life. Anschließend verließ sie die Heimat in Richtung Vereinigte Staaten und wurde bald darauf für die Serie Breaking News als Jamie Templeton in einer der Hauptrollen besetzt, die allerdings nach nur einer Staffel eingestellt wurde. Darauf folgten Auftritte in den Serien Fastlane, Half & Half, Las Vegas, Dr. Vegas, Alias – Die Agentin, Grey’s Anatomy, Eli Stone, Criminal Minds, Numbers – Die Logik des Verbrechens, Nip/Tuck – Schönheit hat ihren Preis, Lie to Me, Inspector Barnaby, Death in Paradise und Navy CIS: L.A. 2007 wurde sie als Angelica in einer Nebenrolle in der Tragikomödie Das Beste kommt zum Schluss besetzt und war zudem als Kimberly Marshall im britischen TV-Katastrophenfilm Comet Impact – Killer aus dem All zu sehen.
2016 war King als Zaphra in einer Nebenrolle in der Serie Of Kings and Prophets zu sehen. 2017 verkörperte sie als Maggie Sexton-Templesmith eine Nebenrolle in der zweiten Staffel von Shut Eye. Ein Jahr darauf war sie als Cheryl Crane-Murphy in der Dramedy-Serie Dietland zu sehen. Weitere wiederkehrende Rollen folgten in den Serien Emergence und  Hamilton – Undercover in Stockholm.

## Filmografie (Auswahl)
- 1991: London schafft alle (London Kills Me)
- 1992: Sam Saturday (Fernsehserie, Episode 1x01)
- 1992: Eiskaltes Duell (Framed, Miniserie, 2 Episoden)
- 1992–1994: Screen One (Fernsehserie, 2 Episoden)
- 1993: Full Stretch (Fernsehserie, 6 Episoden)
- 1993: Sargasso Sea – Im Meer der Leidenschaft (Wide Sargasso Sea)
- 1993: Just a Gigolo (Fernsehserie, 3 Episoden)
- 1993: Um Kopf und Krone (To Play the King, Miniserie, 4 Episoden)
- 1995: The Turnaround
- 1996: Darklands
- 1996: Hamlet
- 1997: My Son the Fanatic
- 1997: Mr. Right... zur falschen Zeit (So This Is Romance?)
- 1998–2000: Tales of the South Seas (Fernsehserie, 22 Episoden)
- 1999: Wonderful You (Miniserie, 5 Episoden)
- 2000: Lebenszeichen – Proof of Life (Proof of Life)
- 2002: Breaking News (Fernsehserie, 13 Episoden)
- 2002: Today I Vote for My Joey
- 2003: Fastlane (Fernsehserie, Episode 1x19)
- 2003–2004: Half & Half (Fernsehserie, 7 Episoden)
- 2004: Las Vegas (Fernsehserie, Episode 2x06)
- 2004: Dr. Vegas (Fernsehserie, Episode 1x06)
- 2005: Alias – Die Agentin (Alias, Fernsehserie, Episode 5x04)
- 2007: Grey’s Anatomy (Fernsehserie, Episode 3x21)
- 2007: Comet Impact – Killer aus dem All (Impact Earth, Fernsehfilm)
- 2007: Das Beste kommt zum Schluss (The Bucket List)
- 2008: Eli Stone (Fernsehserie, Episode 1x06)
- 2009: Criminal Minds (Fernsehserie, 2 Episoden)
- 2010: Numbers – Die Logik des Verbrechens (Numb3rs, Fernsehserie, Episode 6x14)
- 2010: Nip/Tuck – Schönheit hat ihren Preis (Nip/Tuck, Fernsehserie, Episode 6x17)
- 2010: Lie to Me (Fernsehserie, Episode 2x11)
- 2013: Inspector Barnaby (Fernsehserie, Episode 15x05)
- 2013: Death in Paradise (Fernsehserie, Episode 2x02)
- 2013: The Wrong Mans – Falsche Zeit, falscher Ort (The Wrong Mans, Fernsehserie, 3 Episoden)
- 2014: Edge of Heaven (Fernsehserie, Episode 1x05)
- 2015: Navy CIS: L.A. (NCIS: Los Angeles, Fernsehserie, Episode 6x22)
- 2016: Of Kings and Prophets (Fernsehserie, 7 Episoden)
- 2017: Shut Eye (Fernsehserie, 6 Episoden)
- 2018: Trauma (Miniserie, 3 Episoden)
- 2018: Dietland (Fernsehserie, 10 Episoden)
- 2019–2020: Emergence (Fernsehserie, 6 Episoden)
- 2020: Hamilton – Undercover in Stockholm (Fernsehserie, 8 Episoden)
- 2020: The Wilds (Fernsehserie, Episode 1x08)
- 2022: DI Ray (Fernsehserie, 2 Episoden)
- 2022: The Old Man (Fernsehserie, 3 Episoden)